# Suvi Do (Blace)
Pour les articles homonymes, voir Suvi Do.
Suvi Do (en serbe cyrillique : Суви До) est un village de Serbie situé dans la municipalité de Blace, district de Toplica. Au recensement de 2011, il comptait 310 habitants.

## Démographie
| 1948  | 1953  | 1961 | 1971 | 1981 | 1991 | 2002 | 2011 |
| ----- | ----- | ---- | ---- | ---- | ---- | ---- | ---- |
| 1 087 | 1 132 | 956  | 741  | 605  | 505  | 389  | 310  |

|  |